# ワタボウシクラゲ
ワタボウシクラゲ（綿帽子水母、Tiaricodon orientalis）は、ヒドロ虫綱花クラゲ目ウラシマクラゲ科Tiaricodon属に属するクラゲ。
傘の直径は1 cmほどで丸く透明、口と胃をつなぐ口柄上に発達する生殖巣に赤いバンドがある。触手は4本あり、付け根に一つずつ眼点をもつ。
江の島近海で採集した標本を基に形態観察とDNA分析を行った結果新種であることがわかり、2021年に論文が学術雑誌に掲載された。新江ノ島水族館と公益財団法人 黒潮生物研究所の共同成果であり、新江ノ島水族館での新種クラゲ発見は初。またTiaricodon属の新種発見は1902年以来119年ぶり。